# Perttu Hyvärinen
Perttu Hyvärinen (* 5. Juni 1991 in Kuopio) ist ein finnischer Skilangläufer.

## Werdegang
Hyvärinen startete im Januar 2009 in Keuruu erstmals im Scandinavian Cup und belegte dort Rang 115 im Sprint sowie Rang 65 über 15 km klassisch. Sein Debüt im Weltcup gab er im März 2010 in Lahti, wo er mit der dritten finnische Staffel Elfter wurde. Im Februar 2011 erzielte Hyvärinen mit Rang fünf über 15 km Freistil in Madona sowie Platz sechs über 15 km klassisch in Keuruu zwei Top-10-Platzierungen im Scandinavian Cup; ein weiteres gelang ihm im Dezember 2014 mit Platz zehn beim 30-km-klassisch-Massenstartrennen in Lillehammer. Anschließend startete Hyvärinen bei der Tour de Ski 2015, beendete dort die sechste Etappe jedoch nicht. Bei den Nordischen Skiweltmeisterschaften im Februar 2015 in Falun nahm Hyvärinen am 15-km-Freistilrennen teil, das er auf Rang 25 beendete. Im Januar 2016 wurde Hyvärinen beim Weltcup in Nové Město Zehnter mit der Staffel und erzielte mit Platz 24 über 15 km Freistil seine ersten Weltcuppunkte. Beim Skiathlon in Lahti im Februar 2016 erreichte er Rang 30. In der Saison 2016/17 belegte er den 21. Platz bei der Weltcup-Minitour in Lillehammer und den 31. Rang bei der Tour de Ski 2016/17 und erreichte abschließend den 67. Platz im Gesamtweltcup. Beim Saisonhöhepunkt den nordischen Skiweltmeisterschaften 2017 in Lahti kam er auf den 44. Platz im 50-km-Massenstartrennen und auf den 30. Platz im Skiathlon. Ende März 2017 wurde er bei den finnischen Meisterschaften in Kontiolahti Zweiter über 10 km Freistil. Seine besten Platzierungen bei den Olympischen Winterspielen 2018 in Pyeongchang waren der 29. Platz im 50-km-Massenstartrennen und der vierte Rang mit der Staffel und bei den nordischen Skiweltmeisterschaften 2019 in Seefeld in Tirol der 19. Platz über 15 km klassisch und der vierte Rang mit der Staffel. In der Saison 2019/20 lief er beim Ruka Triple auf den 13. Platz und bei der Tour de Ski 2019/20 auf den 14. Rang und erreichte damit den 23. Platz im Gesamtweltcup und den 17. Rang im Distanzweltcup. Anfang Februar 2020 wurde er in Voyri finnischer Meister über 15 km klassisch.
In der folgenden Saison errang Hyvärinen den 22. Platz beim Ruka Triple und in Lahti den zweiten Platz mit der Staffel. Beim Saisonhöhepunkt, den nordischen Skiweltmeisterschaften 2021 in Oberstdorf, lief er auf den 32. Platz im 50-km-Massenstartrennen, auf den 17. Platz über 15 km Freistil und auf den sechsten Platz mit der Staffel. In der Saison 2021/22 kam er bei der Tour de Ski 2021/22 auf den 21. Platz und in Falun mit der Mixed-Staffel auf den zweiten Rang. Bei den Olympischen Winterspielen 2022 in Peking belegte er den 19. Platz im 50-km-Massenstartrennen, den siebten Rang im Skiathlon und jeweils den sechsten Platz mit der Staffel sowie über 15 km klassisch.

## Erfolge

### Etappensiege bei Weltcuprennen
| Nr. | Datum             | Ort     | Disziplin                       | Rennen              |
| --- | ----------------- | ------- | ------------------------------- | ------------------- |
| 1.  | 31. Dezember 2023 | Toblach | 10 km klassisch Individualstart | Tour de Ski 2023/24 |

## Teilnahmen an Weltmeisterschaften und Olympischen Winterspielen

### Olympische Spiele
- 2018 Pyeongchang: 4. Platz Staffel, 28. Platz 50 km klassisch Massenstart, 33. Platz 15 km Freistil, 39. Platz 30 km Skiathlon
- 2022 Peking: 6. Platz Staffel, 6. Platz 15 km klassisch, 7. Platz 30 km Skiathlon, 19. Platz 50 km Freistil Massenstart

### Nordische Skiweltmeisterschaften
- 2015 Falun: 15. Platz 15 km Freistil
- 2017 Lahti: 30. Platz 30 km Skiathlon, 43. Platz 50 km Freistil Massenstart
- 2019 Seefeld in Tirol: 4. Platz Staffel, 19. Platz 15 km klassisch, 22. Platz 30 km Skiathlon, 42. Platz 50 km Freistil Massenstart
- 2021 Oberstdorf: 6. Platz Staffel, 17. Platz 15 km Freistil, 32. Platz 50 km klassisch Massenstart
- 2023 Planica: 2. Platz Staffel, 10. Platz 30 km Skiathlon, 13. Platz 15 km Freistil

## Platzierungen im Weltcup

### Weltcup-Statistik
Die Tabelle zeigt die erreichten Platzierungen im Einzelnen.
- 1.–3. Platz: Anzahl der Podiumsplatzierungen
- Top 10: Anzahl der Platzierungen unter den ersten zehn
- Punkteränge: Anzahl der Platzierungen innerhalb der Punkteränge
- Starts: Anzahl gelaufener Rennen in der jeweiligen Disziplin
- Hinweis: Bei den Distanzrennen erfolgt die Einordnung gemäß FIS.

| Platzierung               | Distanzrennen a | Distanzrennen a | Distanzrennen a | Distanzrennen a | Distanzrennen a | Skiathlon Verfolgung | Sprint | Etappen- rennen b | Gesamt | Team   | Team    |
| Platzierung               | ≤ 5 km          | ≤ 10 km         | ≤ 15 km         | ≤ 30 km         | > 30 km         | Skiathlon Verfolgung | Sprint | Etappen- rennen b | Gesamt | Sprint | Staffel |
| ------------------------- | --------------- | --------------- | --------------- | --------------- | --------------- | -------------------- | ------ | ----------------- | ------ | ------ | ------- |
| 1. Platz                  |                 | 1               |                 |                 |                 |                      |        |                   | 1      |        |         |
| 2. Platz                  |                 |                 |                 |                 |                 |                      |        |                   |        |        | 2       |
| 3. Platz                  |                 |                 |                 |                 |                 |                      |        |                   |        |        |         |
| Top 10                    |                 | 2               | 2               | 2               |                 | 2                    |        |                   | 8      |        | 13      |
| Punkteränge               |                 | 18              | 28              | 12              | 1               | 17                   | 6      | 7                 | 89     |        | 16      |
| Starts                    | 1               | 25              | 43              | 15              | 2               | 26                   | 18     | 11                | 141    |        | 16      |
| Stand: Saisonende 2024/25 |                 |                 |                 |                 |                 |                      |        |                   |        |        |         |

### Weltcup-Gesamtplatzierungen
| Saison  | Gesamt | Gesamt | Distanz | Distanz | Sprint | Sprint |
| Saison  | Punkte | Platz  | Punkte  | Platz   | Punkte | Platz  |
| ------- | ------ | ------ | ------- | ------- | ------ | ------ |
| 2015/16 | 8      | 133.   | 8       | 64.     | -      | -      |
| 2016/17 | 89     | 67.    | 65      | 51.     | 4      | 90.    |
| 2017/18 | 13     | 122.   | 13      | 81.     | -      | -      |
| 2018/19 | 25     | 103.   | 25      | 65.     | -      | -      |
| 2019/20 | 364    | 23.    | 249     | 17.     | 3      | 87.    |
| 2020/21 | 86     | 55.    | 68      | 40.     | -      | -      |
| 2021/22 | 147    | 38.    | 107     | 27.     | -      | -      |
| 2022/23 | 734    | 22.    | 589     | 11.     | 7      | 110.   |
| 2023/24 | 694    | 31.    | 531     | 22.     | 19     | 91.    |
| 2024/25 | 132    | 101.   | 132     | 60.     | -      | -      |